# Mingajik (huyện)
Mingajik là một huyện thuộc tỉnh Jowzjan, Afghanistan. Dân số thời điểm năm 1999 là 40,356 người.